# 毛畫眉草
毛畫眉草（学名：Eragrostis ciliaris）为禾本科畫眉草屬下的一个种。

## 扩展阅读
- 維基物種上的相關：毛畫眉草